# صفاخانه
صفاخانه روستایی از دهستان صفاخانه، بخش مرکزی، شهرستان شاهین‌دژ، استان آذربایجان غربی در ۳۸ کیلومتری جنوب شرقی شاهین‌دژ و ۵۰ کیلومتری جنوب شرقی بوکان قرار دارد. این روستا مرکز دهستان صفاخانه است. اکثریت مردم صفاخانه کرد و سنی شافعی مذهب هستند و به زبان کردی سورانی صحبت می‌کنند.